# Mattias Östberg
Mattias Östberg (* 24. August 1977) ist ein ehemaliger schwedischer Fußballspieler. Der Abwehrspieler bestritt seine bisherige Karriere vor allem in seinem Heimatland. Wegen einer Regelung im Transferrecht des europäischen Fußballs war er 2002 nach einem Probespiel in England eine Halbserie ohne Verein.

## Werdegang
Östberg begann mit dem Fußballspielen bei Östansbo IS. 1996 wechselte er zum Drittligisten Ludvika FK, mit dem er am Ende der Spielzeit 1997 in die zweite Liga aufstieg. Als Vorletzter mit 25 Pluspunkten verpasste er mit dem Klub jedoch den Klassenerhalt in der Division 1 Norra. Da er sich höherklassig einen Namen gemacht hatte, wechselte er zum IFK Norrköping in die Allsvenskan. An der Seite von Spielern wie Eddie Gustafsson, Mathias Florén, Klebér Saarenpää, Jonas Wallerstedt und Kristian Bergström avancierte er zur Stammkraft in der Defensive des Klubs. In der Spielzeit 2001 geriet er mit der Mannschaft in Abstiegsgefahr und beendete die Saison auf dem Relegationsplatz. In den Spielen gegen Mjällby AIF, den Tabellendritten der Superettan, stand er jeweils auf dem Platz und verhalf dem Verein nach einer 1:2-Auswärtsniederlage mit einem 3:1-Heimspielerfolg zum Klassenerhalt.
Nach Ablauf seines Vertrages bei IFK Norrköping Ende 2001 spielte Östberg im Januar 2002 als Probespieler für die Reservemannschaft des englischen Klubs Stoke City bei einem Spiel gegen die Reserve des FC Walsall. Der Klub sah jedoch von einer Verpflichtung ab. In der Folge wurde er Opfer einer seinerzeit neu eingeführten Regel hinsichtlich des Transferrechts, die maximal einen internationalen Wechsel je Spielzeit vorsah: Da er in einem offiziellen Wettbewerbsspiel mitgewirkt hatte, war er bis zum Sommer nur in England spielberechtigt. Schließlich schloss er sich IK Brage in der zweitklassigen Superettan an, für den er ab Juli spielberechtigt war. Auf Anhieb war er Stammspieler in der Abwehrreihe, verpasste mit der Mannschaft am Saisonende jedoch den Klassenerhalt. Er blieb dem Klub treu und führte ihn auf seiner neuen Position – er spielte im defensiven Mittelfeld – zum Staffelsieg. In den anschließenden Aufstiegsspielen gewann die von Bernt Ljung trainierte Mannschaft beide Spiele gegen den von Olle Nordin betreuten Jönköpings Södra IF und kehrte damit direkt in die zweithöchste Spielklasse zurück. Als Neuling stand der Verein direkt im Abstiegskampf und stieg nach nur fünf Saisonsiegen sofort wieder ab.
Östberg blieb im höherklassigen schwedischen Fußball und wechselte innerhalb der Superettan zu GAIS. Mit der Mannschaft erreichte er zum Ende der Spielzeit 2005 den Relegationsplatz zur Allsvenskan. Beim Göteborger Klub wieder als Abwehrspieler aufgestellt, stand er in beiden Spielen gegen Landskrona BoIS auf dem Platz und stieg mit der Mannschaft in die erste Liga auf. In der Erstliga-Spielzeit 2006 verletzungsbedingt zeitweise außer Gefecht gesetzt, bildete er mit Richard Ekunde das Innenverteidiger-Duo des Klubs. Nachdem er auch in der folgenden Spielzeit nur unregelmäßig verletzungsbedingt zum Einsatz gekommen war, kündigte er bereits zur Saisonhälfte im Sommer seinen Abschied zum Jahresende und einen Wechsel zum Lokalrivalen BK Häcken an.
Mit seinem neuen Klub spielte Östberg an der Seite von Jonas Henriksson, Paulinho, Vinícius Lopes, Johan Lind und David Marek um den Aufstieg in die Allsvenskan. Mit einem Punkt Vorsprung auf Vorjahresabsteiger IF Brommapojkarna, der den dritten Rang belegte, erreichte die Mannschaft am letzten Spieltag einen Aufstiegsplatz. Nach dem Aufstieg übernahm Peter Gerhardsson das Traineramt und führte die Mannschaft auf den fünften Tabellenplatz. Erneut zeitweise verletzt gehörte Östberg unter seiner Leitung zu den Stammspielern. In der anschließenden Spielzeit war er endgültig Stammspieler und verpasste schließlich in der Spielzeit 2011 keine Spielminute, als er alle 30 Saisonspiele bestritt.
Anfang August 2012 verpflichtete der Stockholmer Klub Djurgårdens IF Östberg als Back-up für die Innenverteidigung, nachdem sich Marc Pedersen verletzt hatte und Kebba Ceesay nach Polen gewechselt war, und unterzeichnete mit ihm einen bis Ende 2013 gültigen Vertrag. Bis zum Saisonende bestritt er zwei Spiele als Einwechselspieler. In der folgenden Spielzeit kam er häufiger zum Einsatz, so dass der Klub zum Jahresende seinen Vertrag verlängerte. In der Spielzeit 2014 bestritt er noch vier Partien, ehe der Stockholmer Verein im Herbst von einer weiteren Verlängerung absah.